# Adore (álbum de The Smashing Pumpkins)
Adore es el cuarto álbum de estudio de la banda estadounidense de rock alternativo The Smashing Pumpkins, lanzado al mercado el 2 de junio de 1998 a través de Virgin Records. Es el primer disco de Smashing Pumpkins en no contar con el batería original Jimmy Chamberlin, quien había sido despedido después de que el teclista Jonathan Melvoin y él sufrieran una sobredosis y este último falleciese.
Adore marcó un cambio en el sonido de la banda; Greg Kot de la revista Rolling Stone dijo que «no es un álbum tradicional; es una ruptura total con el pasado». Su anterior sonido, orientado a la guitarra, se sustituye por un sonido más tranquilo y orientado a la música electrónica, e incorpora caja de ritmos y sintetizadores. Para el lanzamiento, la banda se despojó de su imagen alternativa para pasarse a un look más gótico. Corgan dijo: «Adore sonará como un álbum conceptual, pero sin concepto».
A pesar de haber sido «uno de los álbumes más esperados de 1998» por la cadena musical MTV, solo vendió un millón cien mil copias en Estados Unidos, una cantidad muy inferior a los anteriores discos de Pumpkins Siamese Dream y Mellon Collie and the Infinite Sadness. No obstante, los críticos lo recibieron de forma muy positiva, y se convirtió en el tercer trabajo consecutivo de la banda en ser nominado a un premio Grammy en la categoría de mejor álbum de música alternativa, perdiendo ante Hello Nasty de Beastie Boys. Billy Corgan después llegó a denominar el álbum como el de «una banda rompiéndose en pedazos». Una versión remasterizada y expandida del álbum fue lanzado en CD, DVD y vinilo en 2014 como parte del proyecto de la banda para volver a emitir su catálogo de 1991 al 2000.

## Antecedentes

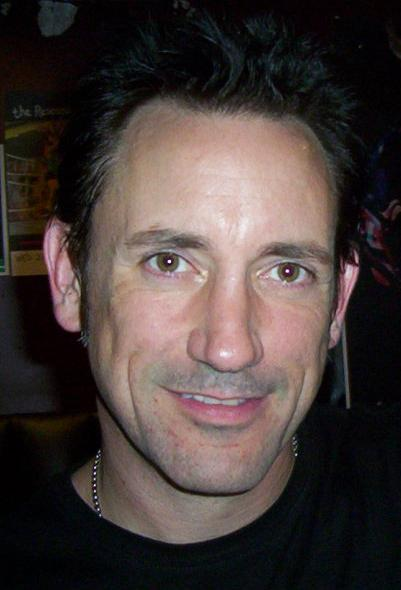
Adore es el primer álbum en el cual no aparece Jimmy Chamberlin, despedido poco antes del comienzo de la grabación.

En enero de 1996 The Smashing Pumpkins lanzaron «1979», su único sencillo en llegar al número uno en cualquier lista mundial, además de ser su primera incursión en la música electrónica. La canción muestra un alejamiento del sonido de rock alternativo basado en la guitarra de álbumes como Gish y Siamese Dream. Mientras tanto, los miembros del grupo daban entrevistas diciendo que Mellon Collie and the Infinite Sadness iba a ser el último disco convencional de The Smashing Pumpkins, y James Iha después remarcó que «el futuro estaba en la música electrónica. Realmente se hace aburrido solo tocar música rock».
Durante la gira de promoción de Mellon Collie, el batería Chamberlin y el teclista de la banda de gira Jonathan Melvoin consumieron heroína el 11 de julio. Melvoin murió de sobredosis, mientras que Chamberlin fue detenido y acusado de posesión de drogas. Poco después del incidente, Chamberlin fue despedido de la banda. En la nota de prensa dijeron: «Hemos decidido seguir sin él, y le deseamos lo mejor que le podemos ofrecer».
Un año después, Pumpkins lanzaron «The End is the Beginning is the End», un sencillo para la banda sonora de la película Batman y Robin, y «Eye», un sencillo para la banda sonora de Lost Highway. Ambas canciones contienen elementos de electrónica, aunque mantienen los elementos de hard rock del material previo; un crítico llamó a ambos sencillos «pelotas fuera, cargados de energía», desechando la posibilidad de que el siguiente disco de la banda fuese a ser menos «rock». Después del lanzamiento del sencillo, The Smashing Pumpkins comenzaron a preparar lo que sería la continuación de Mellon Collie and the Infinite Sadness; uno de los álbumes más vendidos de los años 1990.

## Grabación
En agosto de 1997, los miembros de la banda entraron en los estudios Chicago Trax Recording y Hinge de la ciudad de Chicago, con el batería sustituto Matt Walker y el productor Brad Wood— con quien Corgan había trabajo anteriormente a comienzos de los años 1990. Descontento con las sesiones de grabación, Corgan rompió las cintas maestras, y reubicó las sesiones en Los Ángeles. Llegó a la conclusión de que Wood no era la persona para el trabajo, diciendo después sobre el productor que «[él] necesitaba trabajar con alguien como Liz Phair, a quien puede moldear, porque yo no soy el tipo de persona que puedes moldear». Por consiguiente, no se le pidió a Wood que fuese con The Smashing Pumpkins a Los Ángeles, porque se decidió que fuese Flood, el productor de su anterior disco, quien ayudara como ingeniero de sonido y asesor de la grabación. Al igual que ocurriese con Mellon Collie, Corgan permitió mucha más colaboración por parte de Iha y D'arcy Wretzky, aunque después llegó a decir en su blog de escritura, por LiveJournal (etiquetado confessions), que sus conocimientos no eran suficiente para tocar en directo para las grabaciones, y que estaban poco interesados en participar de otra manera.

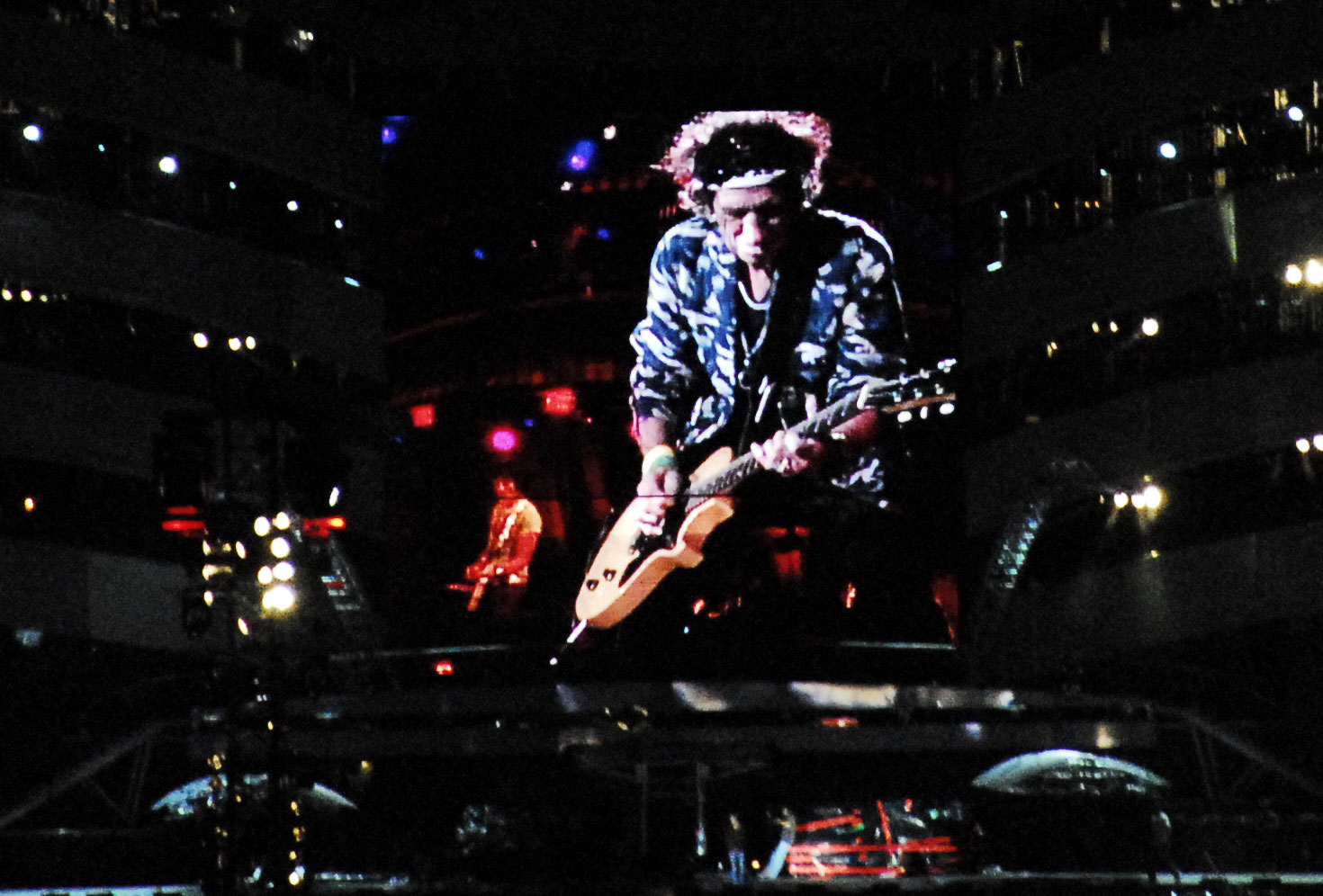
Telonearon en dos conciertos de The Rolling Stones, donde tocaron varias de las canciones que iban a formar parte del nuevo álbum.

Antes de desplazarse a Los Ángeles, la banda hizo varias apariciones en directo, durante las cuales tocaron por primera vez alguna de las nuevas canciones. Entre los conciertos estuvo una aparición en el festival organizado por Neil Young Bridge School Benefit, una aparición sorpresa como teloneros de Jane's Addiction y dos conciertos como teloneros de The Rolling Stones. Los asistentes pudieron escuchar varias nuevas canciones, entre ellas «Ava Adore», «Behold! The Night Mare» y «To Sheila». El segundo concierto con The Rolling Stones fue el último concierto de Matt Walker, quien abandonó la banda para unirse a su nueva banda Cupcakes.
En diciembre de 1997, comenzaron las grabaciones en Sound City de Van Nuys, California, con el exbatería de Soundgarden Matt Cameron, mientras que se llamó a Joey Waronker, batería de Beck para contribuir en algunas pistas. Llamaron a Rick Rubin para producir la canción «Let Me Give the World to You», aunque nunca llegó a publicarse; se regrabó completamente para Machina II/The Friends & Enemies of Modern Music. De todas las canciones, unas 30, solo 16 llegaron a la lista final de canciones. Las sesiones de grabación se dieron por concluidas a comienzos de 1998.

## Música
Adore es diferente tanto en enfoque como en estilo a los álbumes previos de la banda. Hay poca presencia de guitarras distorsionadas, solo apareciendo de forma dominante en los solos de las canciones «For Martha» y «Ava Adore». Corgan explicó el nuevo sonido diciendo: 

Ya no hablo con adolescentes. Ahora le hablo a todo el mundo. Es un diálogo + amplio. Hablo con gente más mayor que yo y más jóvenes que yo, y con nuestra generación también.

El piano está presente en muchas canciones, siendo el instrumento melódico dominante en «Annie Dog», «For Martha», «Blank Page», «Crestfallen» y «17», este último siendo un corto instrumental que coge prestado la melodía principal de la canción descartada «Blissed and Gone», que después apareció en Still Becoming Apart y Judas Ø. La pista «Appels + Oranjes» se basa completamente en sintetizadores— siendo todos los instrumentos electrónicos, excepto la voz de Corgan. «Tear» es una canción que anteriormente había sido descartada de la banda sonora de Lost Highway, en detrimento de la canción más electrónica «Eye». La versión original de «Pug», con la batería de Matt Cameron, fue descrita por Iha como «una marcha fúnebre de blues en modo menor». La versión final, sin embargo, usa una caja de ritmos.
Además de ser el primer álbum sin Jimmy Chamberlin, Adore es el primer álbum en no incluir colaboraciones de Iha como letrista. Iha en esos momentos estaba componiendo para su álbum debut en solitario Let It Come Down. No obstante, colaboró con la composición de la canción «Summer» incluida en el sencillo «Perfect». Aun así, las pocas contribuciones musicales que aportaron recibieron elogios, como las del crítico Greg Kot quien dijo que «la estrafalaria guitarra y la resolución menos llamativa de Wretzky [...] le dan a Adore una calidez y camaradería que ningún otro disco de Pumpkins puede igualar».

## Promoción y lanzamiento
El año antes del lanzamiento estuvo marcado por declaraciones confusas y conflictivas por parte de la banda y los mánagers de promoción. En mitad del lanzamiento del sencillo «The End Is the Beginning Is the End», guitarrero y electrónico, en el verano de 1997, Corgan afirmó que el sonido es «probablemente lo que se puede esperar de nosotros en el futuro». Unos meses después, los mánager de la banda dijeron que el álbum sería completamente acústico. Ese mismo mes, Corgan matizó, diciendo que sería «folk eléctrico». En enero de 1998, Corgan describió el nuevo disco como «la música nocturna de los arcanos», para aclarar después:

La gente que dice que será acústico se equivocará. La gente que dice que será electrónico se equivocará. La gente que dice que será un álbum de Pumpkins se equivocará. Intentaré hacer algo indescriptible.

A principios de 1998, Corgan estrenó diez nuevas canciones en el local nocturno perteneciente a Johnny Depp, Viper Room de Los Ángeles; solo dos, «Blissed and Gone» y «Let Me Give the World to You», no se incluyeron finalmente en el nuevo álbum. Iha también tocó algunas canciones de su nuevo álbum en solitario, Let It Come Down.
La banda se trasladó a Londres a filmar un videoclip para el primer sencillo, «Ava Adore». Siendo el vídeo con más presupuesto hasta la fecha, contaron con una gran cantidad de extras y se rodó de una sola vez. Los tres miembros de la banda mostraban una imagen cambiada para el nuevo disco - un look casi gótico, con togas elegantes y maquillaje. Durante su estancia en Europa, The Smashing Pumpkins dieron comienzo a su gira Adore justo antes del lanzamiento con una actuación en el programa televisivo Later with Jools Holland de la BBC.
Adore se lanzó en la mayoría del mundo el 1 de junio de 1998 y en Estados Unidos el 2 de junio. El videoclip de «Perfect» se filmó en Los Ángeles en julio de 1998. En última instancia, «Perfect» no tuvo tanto impacto como el primer sencillo, por lo que el éxito del álbum se vio frenado. Corgan achacó el fracaso comercial a la promoción confusa que se hizo.

## An Evening with The Smashing Pumpkins

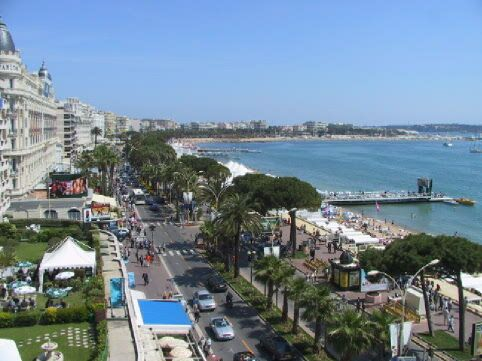
Entre otros sitios, la banda tocó en el Festival de Cannes como parte de la gira promocional An Evening with The Smashing Pumpkins.

The Smashing Pumpkins se embarcaron en la gira An Evening with The Smashing Pumpkins para promocionar Adore. Comenzaron en Europa y recorrieron la mayor parte del mundo, Tocaron en lo que ellos llamaron «una ecléctica mezcla de sitios interesantes», entre otros el tejado de la tienda de discos FNAC situada en París, Francia, en el Festival de Cannes, y en el puerto internacional de Sídney, Australia.
En Estados Unidos, a diferencia de los conciertos europeos y del Pacífico, no tocaron en recintos fuera de lo común. Sin embargo, para esta parte de la gira donaron el 100% de los beneficios por venta de entradas a la beneficencia. En todas las ciudades donde tocaron, a excepción de Mineápolis, única fecha de la gira que era gratuita, escogían una asociación benéfica local para destinarle los beneficios de la noche del concierto. Finalmente, la banda, con la ayuda de sus seguidores, recaudó más de $2.8 millones para la causa.
Kenny Aronoff, batería para artistas como John Mellencamp y Melissa Etheridge, aceptó el ofrecimiento de unirse a la banda para la posterior gira, después de la marcha de Matt Walker. También se anunció la colaboración de otros músicos para la gira, incluyendo Lisa Germano, los percusionistas Dan Morris y Stephen Hodges, y el pianista Mike Garson, aunque Germano finalmente no actuó en ningún concierto.
La nueva lista de canciones de la gira incluyó mayoritariamente canciones extraídas de Adore. Aunque algunas de los temas se tocaban todas las noches, otras se tocaban de forma menos habitual. No se tocó ninguna canción anterior a Mellon Collie, hecho que eliminaba del setlist algunos de los mayores éxitos de la banda como «Today» y «Disarm». Algunas de las canciones de Mellon Collie, como «1979», «Tonight, Tonight», «Bullet with Butterfly Wings» y «Thru the Eyes of Ruby», tuvieron que servir como recordatorio del material antiguo de la banda.

## Recepción y repercusiones
La recepción pública hacia Adore fue poco entusiasta. Adore entró en la lista del Billboard 200 de Estados Unidos en el puesto número dos con 174.000 copias vendidas la primera semana. Después de ocho semanas, se cayó de los Top 40 de la lista. La promoción para Adore terminó a finales de 1998, una vida relativamente corta para un álbum de este nivel, sobre todo considerando los dos años de gira y promoción que hicieron para Mellon Collie and the Infinite Sadness. De él se sacaron solo dos sencillos, aunque para las radios se lanzaron dos más, «Crestfallen» y «To Sheila». Billy Corgan dijo después que «intentó dar un paso adelante con Adore, pero que internamente no le apoyaron [la discográfica]». También se atribuyó parte de la culpa del poco éxito a sí mismo, diciendo que «cometió un error diciéndole a la gente que era un álbum de techno» y que si «les hubiese dicho que Adore era el álbum acústico de Pumpkins, nunca hubiésemos tenido los problemas que tuvimos». No obstante, también ha dicho que nunca tuvo intención de que tuviese una aceptación masiva.
Por el contrario, las percepciones por parte de los críticos especializados fueron generalmente positivas. Greg Kot de la revista Rolling Stone consideró Adore como «el álbum más profundo que Pumpkins hubiese hecho nunca y el más bonito, siendo una sucesión de melodías desvanecedoras y gentiles, un despliegue nocturno». Ryan Schreiber de Pitchfork Media describió el álbum como «la mejor ofrenda de Pumpkins desde Siamese Dream». Stephen Thomas Erlewine de Allmusic lo describió como «un álbum calmado y elegíaco, que curiosamente suena de otro tiempo», aunque apostilló que «a la larga no es un paso adelante valiente». Más recientemente, The Guardian consideró Adore "uno de los 25 álbumes alternativos estadounidenses más inspiradores".
Las letras de Adore son un avance respecto a los anteriores álbumes de The Smashing Pumpkins, que habían recibido muy malas críticas. Jim DeRogatis de Chicago Sun-Times, quien en 1993 criticó las letras de Corgan de Siamese Dream diciendo que «demasiado a menudo suenan a poesía de segunda», dijo en su reseña: «O la música de Adore es lo suficientemente potente para pasar por encima de las letras [...] y el canto típicamente quejica, o esas letras y canto han mejorado. Seguramente una combinación de ambas». En 2000, DeRogatis le dijo a Corgan en una entrevista: «Sostengo que con Adore y [el siguiente álbum] MACHINA, diste un gran paso adelante como letrista». Schreiber, quien criticó Mellon Collie comentando que era «lo peor en cuanto a letras de rock», comentó de las letras de Adore que eran «poéticas», alabando especialmente «To Sheila». Greg Kot de Rolling Stone dijo que «la imaginería lírica está llena de pesadas presunciones oblicuas y deseos privados». David Browne de Entertainment Weekly dijo que eran "inestables y desestabilizadas".
En términos comerciales, Adore no fue un gran éxito, especialmente si se compara con los anteriores trabajos Siamese Dream y Mellon Collie and the Infinite Sadness. A pesar de esto, Adore sigue siendo básico en el catálogo de la banda. Algunas de las canciones del disco se siguieron tocando en las siguientes giras de apoyo de Machina/The Machines of God con Jimmy Chamberlin, quien retornó a la banda en noviembre de 1998 después de haber pasado por un centro de desintoxicación y estar aparentemente limpio. Las ventas hasta 2005 de Adore habían superado 1.1 millones de copias en Estados Unidos, habiendo vendido más del triple de esa cantidad a nivel mundial. Adore fue certificado platino por la Recording Industry Association of America en julio de 1998.

## Diseño
La dirección artística del álbum corrió a cargo de diseñador Frank Olinsky, Billy Corgan, y la novia de Corgan en aquel momento, Yelena Yemchuk, con quien colaboraba a menudo. Las fotografías para el álbum y todos los sencillos son obra de Yemchuk. La portada del disco, de los sencillos y de los sencillos promocionales son fotografías de la modelo Amy Wesson. La portada de la versión en LP es ligeramente distinta a la versión de CD.

## Relanzamiento
El 23 de septiembre de 2014 fue lanzada la reedición de Adore, con un total de 107 canciones entregadas en esta remozada versión: tomas en vivo y demos, en formatos que van desde el CD, DVD y vinilo.
Se trata de un Box set que contiene tres discos inéditos, un DVD de una de sus giras en 1998 y por supuesto la nueva versión del Adore en CD y vinilo, remasterizados en sonido estéreo y en sonido mono por Bob Ludwig, ingeniero medialmente conocido por sus grandes trabajos con artistas como Led Zeppelin, Paul McCartney, Rolling Stones, Nirvana y The Who entre otros.
A pesar de no ser el álbum más exitoso de la agrupación, Corgan ha decidido mostrar esta nueva edición del Adore, porque justo este fue el que le dio al grupo su esencia gótica con la que ha destacado hasta el presente, además fue catalogado en su tiempo como un álbum conceptual.

## Lista de canciones
Todas las canciones escritas y compuestas por Billy Corgan. 
| N.º | Título                              | Duración |  |
| 1.  | «To Sheila»                         | 4:40     |  |
| 2.  | «Ava Adore»                         | 4:20     |  |
| 3.  | «Perfect»                           | 3:23     |  |
| 4.  | «Daphne Descends»                   | 4:38     |  |
| 5.  | «Once Upon a Time»                  | 4:06     |  |
| 6.  | «Tear»                              | 5:52     |  |
| 7.  | «Crestfallen»                       | 4:09     |  |
| 8.  | «Appels + Oranjes»                  | 3:34     |  |
| 9.  | «Pug»                               | 4:46     |  |
| 10. | «The Tale of Dusty and Pistol Pete» | 4:33     |  |
| 11. | «Annie-Dog»                         | 3:36     |  |
| 12. | «Shame»                             | 6:37     |  |
| 13. | «Behold! The Night Mare»            | 5:12     |  |
| 14. | «For Martha»                        | 8:17     |  |
| 15. | «Blank Page»                        | 4:51     |  |
| 16. | «17»                                | 0:17     |  |

## Personal
| The Smashing Pumpkins - Billy Corgan: voz, guitarra, piano, teclados, producción, mezclas, dirección artística y diseño. - James Iha: guitarra - D'Arcy Wretzky: bajo, voces. Músicos adicionales - Matt Cameron: batería en «For Martha». - Dennis Flemion: voz adicional en «To Sheila» y «Behold! The Night Mare». - Jimmy Flemion: voz adicional en «To Sheila» y «Behold! The Night Mare». - Matt Walker: batería en pistas 1, 2, 4, 6, 10, 11 y 13. - Joey Waronker: batería en «Perfect», batería adicional en «Once Upon a Time» y «Pug». | Personal técnico - Robbie Adams: ingeniero de sonido, mezclas. - Chris Brickley: asistente de grabación. - Flood: producción adicional, mezclas. - Bon Harris: programación adicional en pistas 2, 3, 4, 5, 7, 8, 9 y 13; voz adicional en «For Martha». - Eric Greedy: asistente de mezclas. - Steve Johnson: asistente de grabación. - Ron Lowe: asistente de grabación. - Jay Nicholas: asistente de mezclas. - Frank Olinsky: dirección artística y diseño. - Neil Perry: ingeniero, mezclas. - Matt Prock: asistente de grabación. - Chris Shepard: ingeniero. - Jamie Siegel: asistente de mezclas. - Bjorn Thorsrud: edición digital, ingeniero. - Ed Tinley: asistente de grabación. - Andy Van Dette: edición digital y compilación. - Jeff Vereb: asistente de grabación. - Howie Weinberg: masterización - Howard C. Willing: ingeniero, asistente de mezclas. - Brad Wood: producción adicionales e ingeniería en las pistas 1, 2, 4, 6, 13 y 15, voz adicional en «Behold! The Night Mare», órgano en «Blank Page». - John Wydrycs: asistente de mezclas. - Yelena Yemchuk: fotografía, dirección artística y diseño. |

## Posicionamiento en listas

### Álbum
| Año  | Álbum | Posición más alta en listas  | Posición más alta en listas   | Posición más alta en listas | Posición más alta en listas | Posición más alta en listas | Posición más alta en listas | Posición más alta en listas      |
| Año  | Álbum | Lista australiana de álbumes | Lista neozelandesa de álbumes | EE. UU. Billboard 200       | Lista canadiense de álbumes | Lista danesa de álbumes     | Lista británica de álbumes  | Álbumes más vendido de Australia |
| ---- | ----- | ---------------------------- | ----------------------------- | --------------------------- | --------------------------- | --------------------------- | --------------------------- | -------------------------------- |
| 1998 | Adore | 1                            | 1                             | 2                           | 2                           | 4                           | 5                           | 47                               |

### Sencillos
| Año  | Canción     | Posición en listas  | Posición en listas      | Posición en listas            | Posición en listas | Posición en listas             | Posición en listas | Posición en listas   |
| Año  | Canción     | EE. UU. Modern Rock | EE. UU. Mainstream Rock | Lista canadiense de sencillos | RU Singles Chart   | Lista australiana de sencillos | EE. UU. Hot 100    | EE. UU. Adult Top 40 |
| ---- | ----------- | ------------------- | ----------------------- | ----------------------------- | ------------------ | ------------------------------ | ------------------ | -------------------- |
| 1998 | «Ava Adore» | 3                   | 8                       | 9                             | 11                 | 19                             | 42                 | —                    |
| 1998 | «Perfect»   | 3                   | 33                      | 13                            | 24                 | —                              | 54                 | 31                   |